# Campo de Robledo
El Campo de Robledo es una subcomarca de la comarca de Ciudad Rodrigo, en la provincia de Salamanca, Castilla y León, España. Sus límites no se corresponden con una división administrativa, sino con una demarcación histórico-tradicional y geográfica.

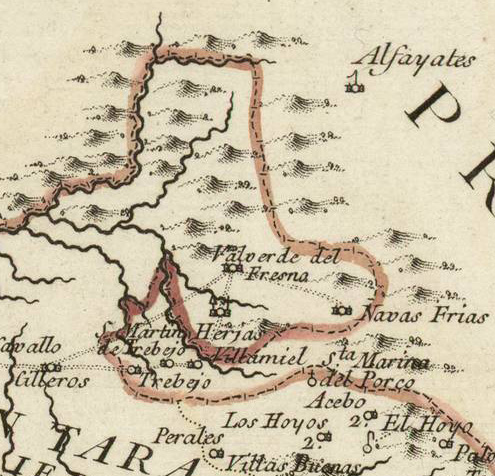
Mapa de 1766, orientado con el oeste arriba, en el que se indican los actuales pueblos extremeños de San Martín de Trevejo, Trevejo y Villamiel pertenecientes a la provincia de Salamanca y el actual municipio salmantino de Navasfrías perteneciente a la provincia de Extremadura

## Geografía
El Campo de Robledo está situado en el sudoeste de la comarca de Ciudad Rodrigo y ocupa una superficie de 550,84 km².

### Demarcación
Comprende 10 municipios: El Bodón, Casillas de Flores, La Encina, Fuenteguinaldo y Pastores, a los que hay que sumar El Payo, Navasfrías, Peñaparda, Robleda y Villasrubias, que también pertenecen a esta demarcación, pero dentro de la subcomarca de El Rebollar.
Los términos municipales de Casillas de Flores, El Payo, Fuenteguinaldo, Navasfrías, Peñaparda, Robleda y Villasrubias además también forman parte (total o parcialmente) del denominado Espacio Natural Protegido de El Rebollar y Los Agadones.
Limita con el Campo de Argañán y La Socampana al norte, con Los Agadones al este, con Extremadura al sur y con Portugal al oeste.
| Noroeste: Portugal                 | Norte: Campo de Argañán       | Nordeste: La Socampana |
| Oeste: Portugal                    |                               | Este: Los Agadones     |
| Suroeste: Sierra de Gata (Cáceres) | Sur: Sierra de Gata (Cáceres) | Sureste: Los Agadones  |

## Historia
La fundación de la mayoría de las actuales localidades de la comarca se remonta a la repoblación efectuada por los reyes de León en la Edad Media, siendo la excepción en este sentido La Encina, que fue fundado en la Edad Moderna, siendo hasta entonces una dehesa del término de Pastores.
La comarca en sí tuvo carta de naturaleza tras la creación de la Diócesis de Ciudad Rodrigo por parte del rey Fernando II de León en el siglo XII, quedando entonces la Tierra de Ciudad Rodrigo dividida en sexmos, uno de los cuales era el Campo de Robledo, histórica división administrativa que agrupaba más o menos a los mismos pueblos a los que hoy se considera pertenecientes a la comarca del Campo de Robledo, con la excepción destacada de Navasfrías, que entonces pertenecía a Extremadura, mientras que El Bodón y Fuenteguinaldo eran villas eximidas.
Por otro lado, los actuales municipios extremeños de San Martín de Trevejo, Trevejo y Villamiel (en el Valle de Jálama) se adscribían por entonces a la provincia de Salamanca, dentro del antiguo partido judicial de Ciudad Rodrigo, pero no se agrupaban en la división del Campo de Robledo, dada su pertenencia a la Orden de San Juan.
Ya en el siglo XIX, con la creación de las actuales provincias en 1833, la comarca quedó encuadrada en la provincia de Salamanca, dentro de la Región Leonesa.

## Demografía
La comarca del Campo de Robledo al igual que la mayoría de las comarcas salmantinas, sufre un gran declive demográfico. En esta comarca hasta los años 50 casi todos sus municipios tenían más de 1000 habitantes siendo municipios prosperos económica y demográficamente, llegando a su culmen en los años 40 y 50. Pero desde el éxodo de los años 60 prácticamente todos sus municipios tienen menos de 500 habitantes (salvo Fuenteguinaldo) y además tienen una tendencia negativa. De hecho esta comarca en los últimos 50 años ha perdido dos tercios de su población.
| Evolución demográfica de la comarca, incluyendo El Rebollar                                                                                                   |
| |
| Población de derecho (1900-1991) o población residente (2001, 2010) según los censos de población del INE Población según el padrón municipal de 2018 del INE |

| Evolución demográfica de la comarca, sin incluir El Rebollar                                                                                                  |
| |
| Población de derecho (1900-1991) o población residente (2001, 2010) según los censos de población del INE Población según el padrón municipal de 2018 del INE |